# Colibri avocette
Avocettula recurvirostris
Genre
Espèce
Répartition géographique
Statut de conservation UICN

 LC  : Préoccupation mineure
Statut CITES
Le Colibri avocette (Avocettula recurvirostris), unique représentant du genre Avocettula, est une espèce de colibris de la sous-famille des Polytminae.

## Distribution
Le colibri avocette se trouve au Brésil, au Suriname, en Guyane, au Guyana, dans l'est du Venezuela et en Équateur.

## Habitat
Les populations de l'est du continent habitent les savanes, les clairières et les lisières forestières, notamment à proximité des affleurements de granite.

## Référence
- (fr) Oiseaux.net : Avocettula recurvirostris (+ répartition)
- (en) Congrès ornithologique international : Avocettula recurvirostris dans l'ordre Apodiformes
- (fr + en)  Avibase : Avocettula recurvirostris (+ répartition)
- (en) « Neotropical Birds Online », Cornell Lab of Ornithology, 2 mai 2011
- (en) CITES : Anthracothorax recurvirostris (Swainson, 1822)  (+ répartition sur Species+) (consulté le 18 mai 2015)
- (en) UICN : espèce Avocettula recurvirostris (Swainson, 1822) (consulté le 18 mai 2015)
- (fr) eBird : Avocettula recurvirostris